# Rhacocassis
Rhacocassis là một chi bọ cánh cứng trong họ Chrysomelidae.
Chi này được miêu tả khoa học năm 1904 bởi Spaeth.

## Các loài
Các loài trong chi này gồm:
- Rhacocassis balyi (Boheman, 1855)
- Rhacocassis flavoplagiata (Baly, 1863)